# Rittertreppe

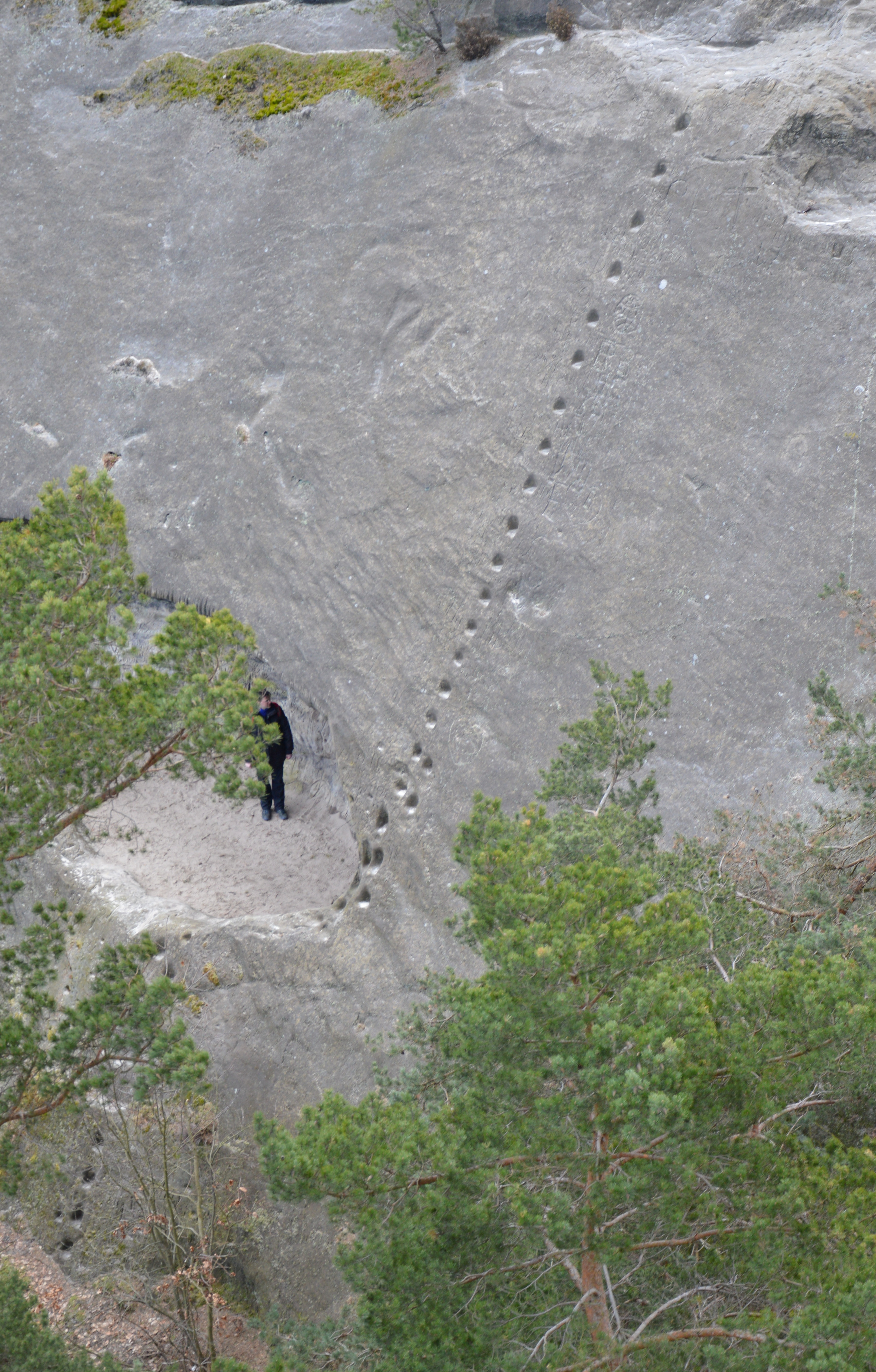
Blick vom Hamburger Wappen auf die Rittertreppe

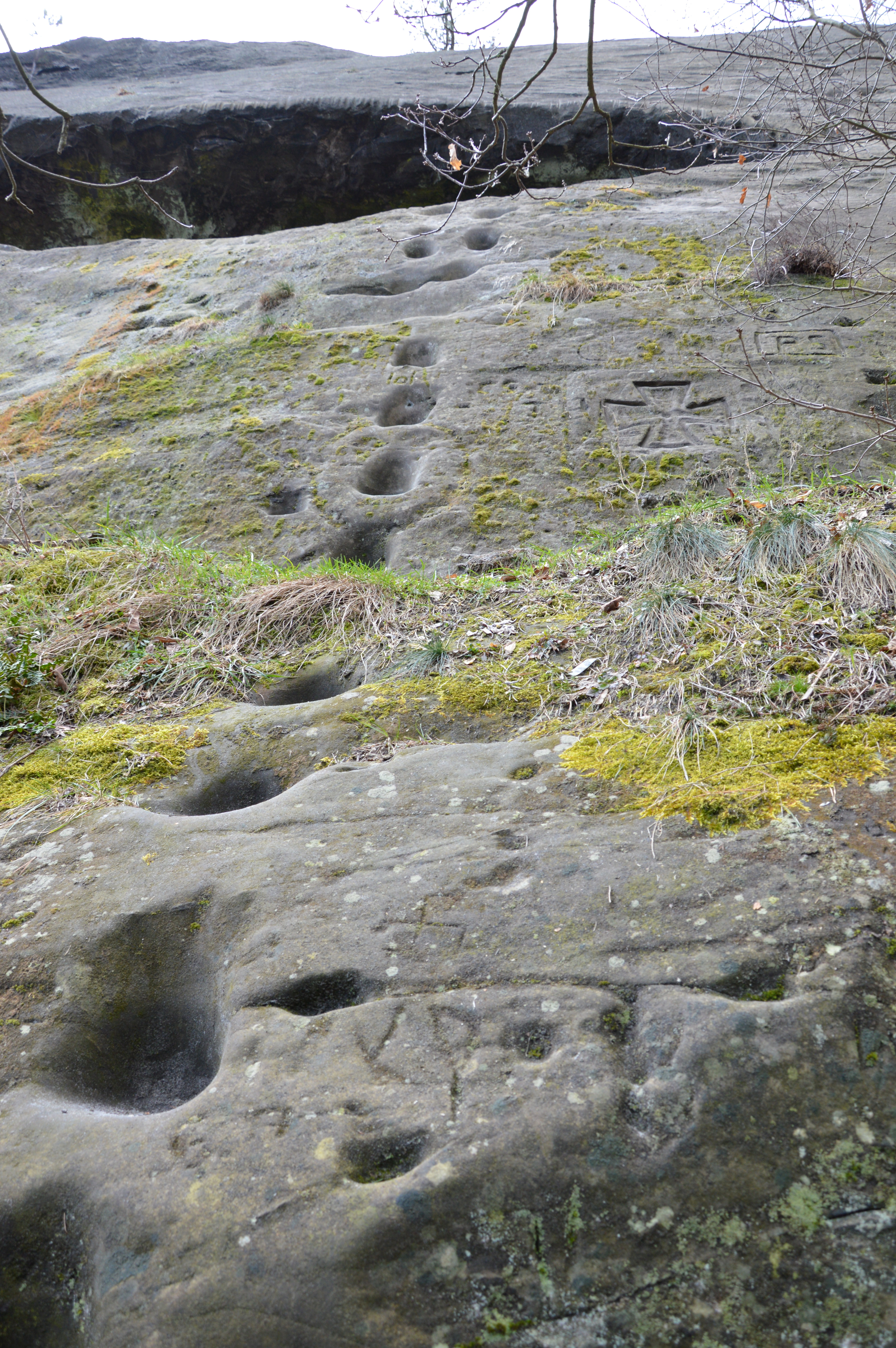
Unterer Teil der Rittertreppe

Die Rittertreppe ist eine in einen Felsen an der Teufelsmauer bei Timmenrode im Landkreis Harz, Sachsen-Anhalt geschlagene Stiege.
Sie wird auch als Steintreppe bezeichnet und befindet sich an der nördlichen Außenwand der Höhle Teufelsloch in der Nähe des Hamburger Wappens. Die Rittertreppe besteht aus in den Fels eingearbeiteten einzelnen Tritten. Nahe dem Felsenfuß beginnt der Aufstieg über dreizehn Tritte. Die Treppe erreicht dort ein großes Felsfenster des Teufelslochs. Etwas nach Westen versetzt führt die Rittertreppe dann am Rand des Fensters über weitere 28 Tritte hinauf bis auf die Oberseite des Felsens. Seitlich der Stiege befinden sich diverse Felsritzungen. Bemerkenswert ist eine ältere Einritzung eines Kreuzes rechts des unteren Teils der Treppe. Das Motiv zur Anbringung ist unklar.
Auch der Grund für die Anlage der Treppe ist unbekannt. Es wird über eine kleine Burganlage auf dem Felsen spekuliert, in deren Zusammenhang eine solche Treppe stehen könnte.
Der ungesicherte Aufstieg gilt als gefährlich. In der Literatur wird bei einem Aufstieg die Nutzung einer Seilsicherung empfohlen.